# Hister grandicollis
Hister grandicollis är en skalbaggsart som beskrevs av Johann Karl Wilhelm Illiger 1807. Hister grandicollis ingår i släktet Hister och familjen stumpbaggar. Inga underarter finns listade i Catalogue of Life.